# Siega Verde
Siega Verde je arheološki prapovijesni lokalitet u Španjolskoj (općina Villar de la Yegua, Salamanca), koju čine stjenovite litice nastale fluvijalnom erozijom; zabačeni ruralni krajolik koji je poznat po Paleolitskim petroglifima i crtežima. Siega Verde i susjedni arheološki lokalitet u Portugalu, Foz Côa, su 2010. god. zajedno proglašeni UNESCOvom svjetskom baštinom kao "najveći lokalitet paleolitske umjentosti na otvorenom, na svijetu".

## Opis
Lokalitet Siega Verde se proteže oko 4,5 km duž doline rijeke Águeda, a otkrio ga je profesor Manuel Santoja y Rosario Pérez 1988. godine. Stotine ploča s prikazom tisuća životinjskih figura (oko 440) predstavljaju izvanredan sklop paleolitske umjetnosti iberijskog poluotoka na otvorenom. One su najbolji prikaz ikonografskih tema i organizacije paleolitske špiljske umjetnosti koja je primijenjena na otvorenom prostoru i pomaže nam bolje razumjeti cijeli paleolit.
Arheološkim iskapanjima pronađeni su bogati nalazi iz ranog Gravetijena (prije 22,000 godina) i kasnog Magdalena (između 16,500 i 14,000 godina). Petroglifi su dokaz početaka ljudske kreativnosti na početku kulturnog razvoja i čine nezamjenjiv izvor za razumijevanje paleolitske umjetnosti. 

## Poveznice
- Špiljska umjetnost iberijskog mediteranskog bazena
- Prapovijesni lokaliteti u dolini Vézère
- Paleolitska umjetnost
- Altamira

## Vanjske poveznice
- Službena stranica Siega Verde (šp.) (engl.)
- Siega Verde na Celtiberia.net (šp.)

### Ostali projekti
|  | Zajednički poslužitelj ima još gradiva o temi Prapovijesna umjetnost Siega Verdea |